# Філіппо Мане
Філіппо Каліксте Мане (італ. Filippo Calixte Mané, нар. 8 березня 2005, Маджента, Італія) — італійський футболіст сенегальського походження, захисник дортмундської «Боруссії».

## Ігрова кар'єра

### Клубна
Філіппо Мане пройшов через молодіжні команди італійських клубів «Новара» та «Сампдорія». У 2022 році він перебрався до Німеччини, де приєднався до молодіжного складу дортмундської «Боруссії».
Перед початком сезону 2024/25 Мане був переведений до основного складу «Боруссії» але за сезон грав лише за другий склад у Лізі 3. В січні 2025 року футболіст підписав з клубом професійний контракт на три з половиною роки.

### Збірна
У 2022 році в складі юнацької збірної Італії (U-17) футболіст брав участь у юнацькому чемпіонаті Європи в Ізраїлі.
У 2024 році Мане грав на Юнацькому чемпіонаті Європи в Північній Ірландії.